# NGC 6492
NGC 6492 (другие обозначения — ESO 102-22, AM 1757-662, IRAS17576-6625, PGC 61315) — галактика в созвездии Павлин.
Этот объект входит в число перечисленных в оригинальной редакции «Нового общего каталога».
В галактике вспыхнула сверхновая SN 2004fv типа Ia, её пиковая видимая звездная величина составила 14,8.